# 濟陽號巡防艦
濟陽號飛彈巡防艦（舷號：FFG-932），為濟陽級巡防艦的一號艦，為中華民國海軍在1990年代初向美國海軍租借之諾克斯級巡防艦羅伯特·E·皮里號巡防艦經過後續改良而成的艦型，隸屬中華民國海軍一六八艦隊。理論上雖然有租約到期問題，實務上有簽訂租約簽訂若干年後可以買斷方式處理的條款，所謂的租約只是避免政治衝擊的一種折衷作法，目前的濟陽號屬於中華民國財產，同樣的手段在新港級戰車登陸艦的取得上也如出一轍。濟陽艦的設計以遠洋反潛能力著稱，因此母港設於蘇澳港，在中華民國海軍服役以來主要負擔台灣東北部至東部海域的巡防任務。
由於原型諾克斯級是種以專業反潛艦為設計導向的艦艇，不可避免地得犧牲掉一些功能，尤其防空武力為甚，僅有一門Mk 42 127毫米54倍徑艦炮與一門MK 15方陣近迫武器系統充當自衛之用。
目前濟陽級仍是中華民國海軍唯一同時配備大型低頻聲納及拖曳聲納陣列之艦種，完整反潛機能無出其右，目前美軍也找不到具備同等機能的相等噸位艦種取代，這使得中華民國海軍雖然採購美軍退役的派里級巡防艦來更換部分濟陽級艦，但也策劃了延壽濟陽級的方案。。
中華民國海軍計畫逐步汰除濟陽級巡防艦；2015年5月1日濟陽號與同級艦海陽號巡防艦（舷號：FFG-936）在海軍旗津碼頭舉行除役典禮。

## 艦史
1992年7月1日美國將羅伯特·E·皮里號巡防艦移交中華民國海軍，1993年10月6日正式服役。
2015年5月1日濟陽艦於高雄海軍旗津碼頭舉行除役典禮，由時任中華民國海軍司令李喜明上將親臨主持，並邀請歷任艦長及各級重要幹部共同見證。
濟陽號巡防艦於2020年7月15日的漢光演習中擔任海龍號潛艇操演SUT魚雷的射擊靶艦。

## 圖庫

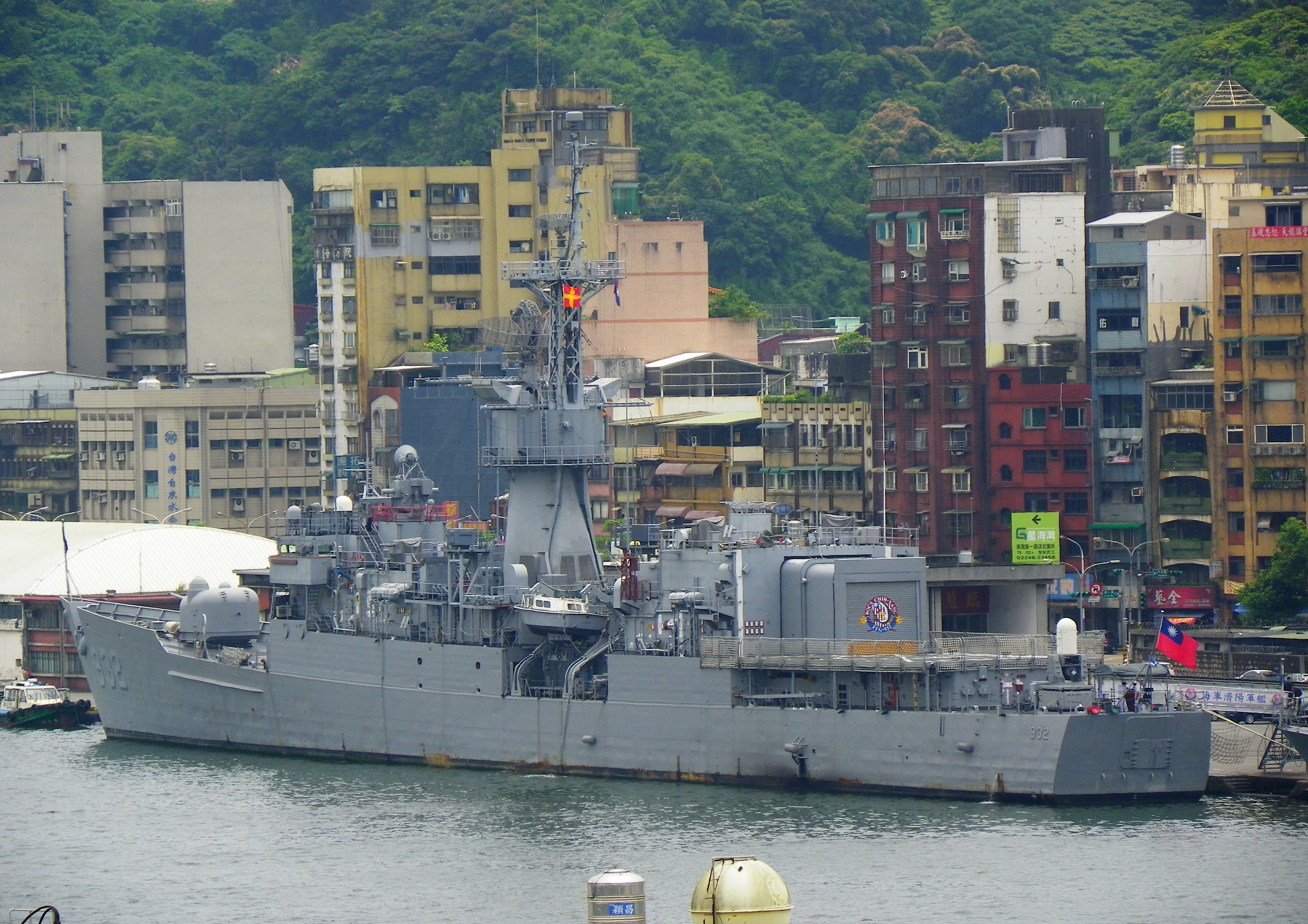
停泊於基隆港內的濟陽號巡防艦
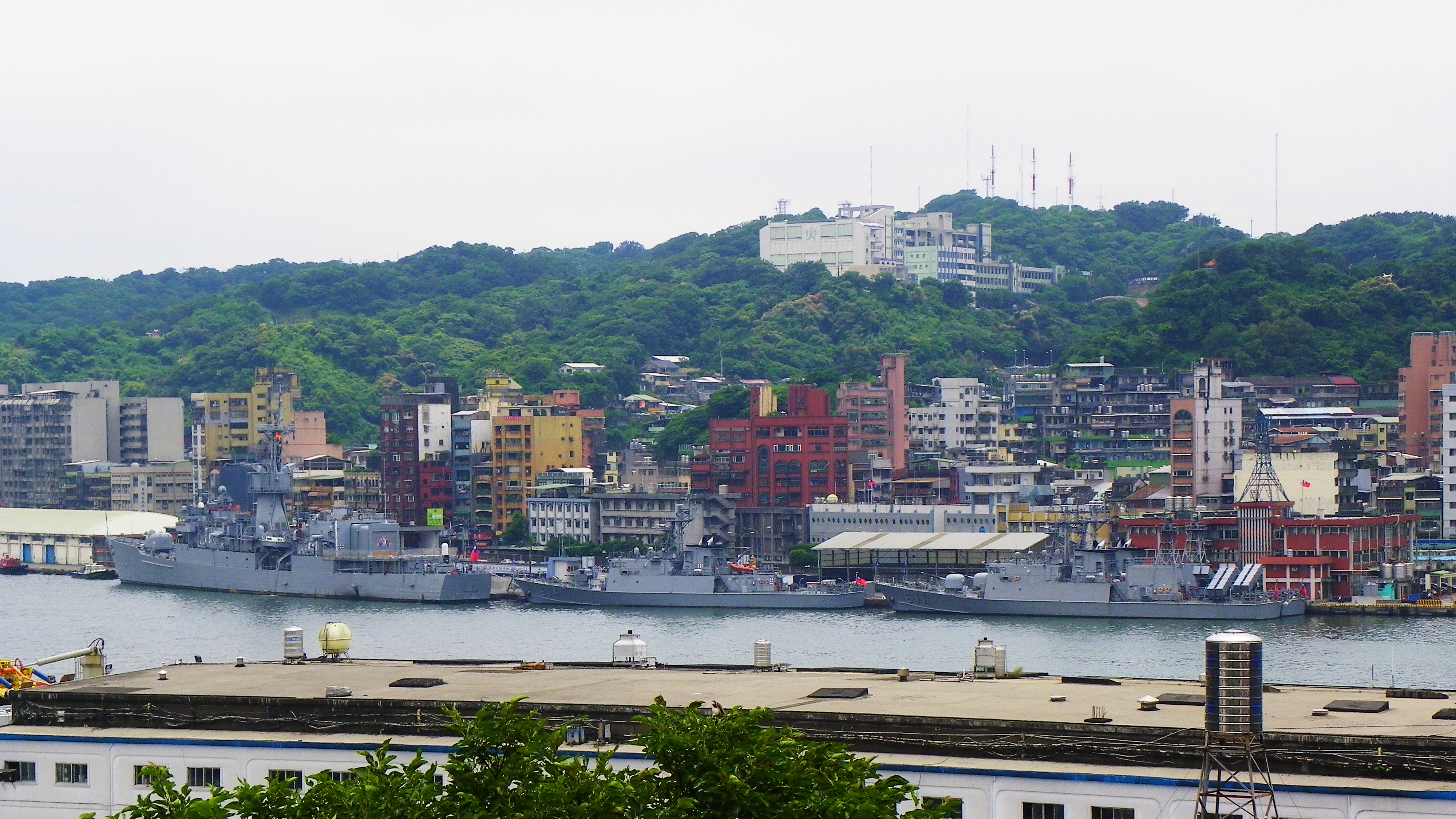
停泊於基隆港東五號碼頭的濟陽艦，中間是錦江級巡邏艦鄱江艦（PGG-614），右側是湘江艦（PGG-611）與另一艘錦江級巡邏艦。
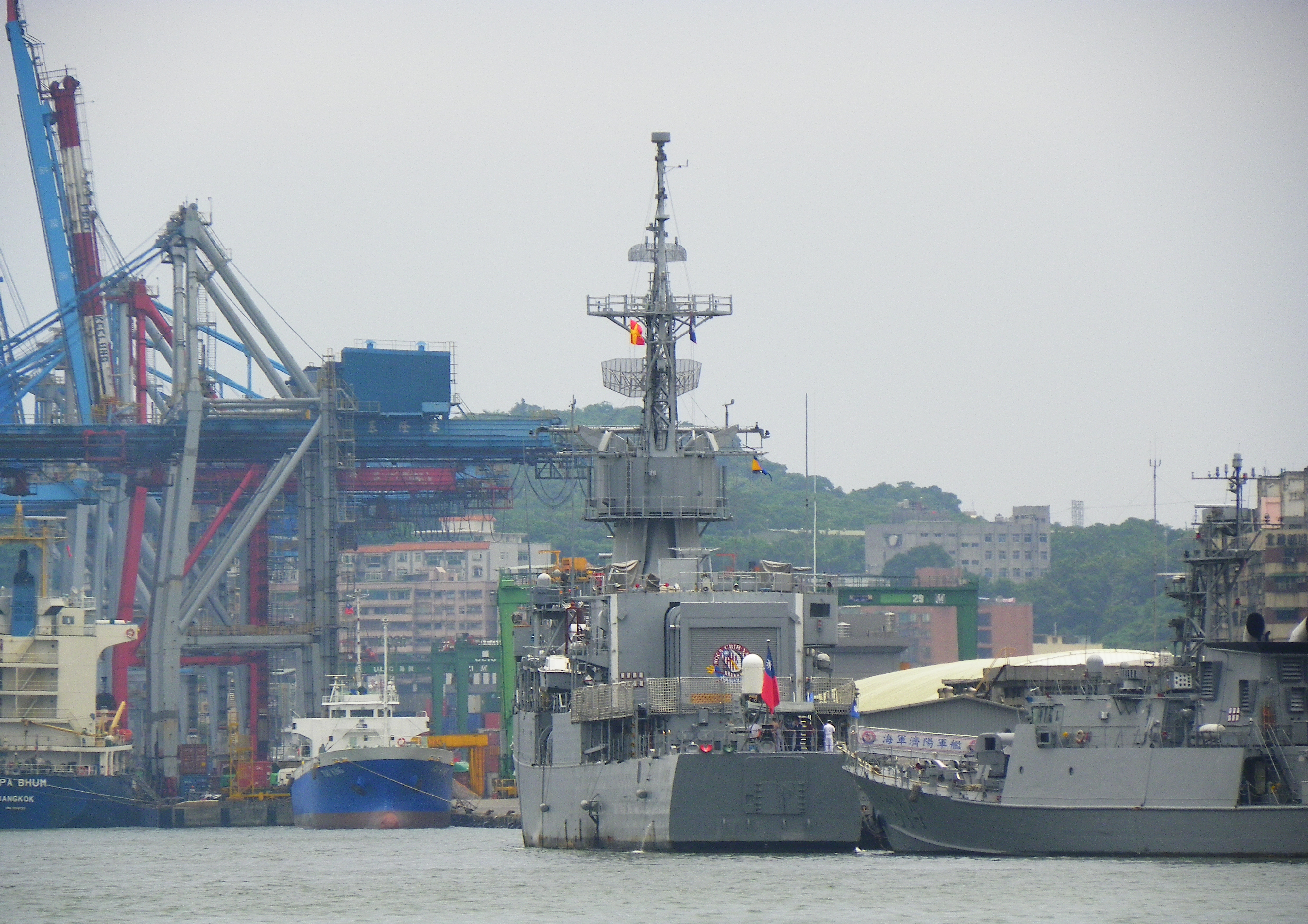
停泊於基隆港東五號碼頭的濟陽艦艦尾，右側是錦江級巡邏艦鄱江號（PGG-614）前部。

## 資料來源
1. 1 2 3 4 5  . 上報快訊. 2019年5月30日  [2019年5月30日]. （原始内容存档于2021年3月10日）.
2. ↑  今日新聞. . 今日傳媒. 2014-07-08  [2014-07-08]. （原始内容存档于2014-07-12） （中文（臺灣））.
3. ↑  美售台軍艦案 美媒關注 （页面存档备份，存于），聯合新聞網，2014年12月20日
4. ↑  採購另兩艘舊派里 海軍鬆口會審慎考量 （页面存档备份，存于），聯合新聞網，2014年12月20日
5. ↑  在台防衛逾20年 濟陽、海陽艦光榮除役 （页面存档备份，存于），聯合新聞網，2015年5月2日
6. ↑  洪哲政. . 聯合新聞網. 2020-07-14  [2020-07-14]. （原始内容存档于2020-07-14） （中文（臺灣））.
7. . 中央通訊社. 2013年2月16日  [2013年8月21日]. （原始内容存档于2013年3月26日） （中文（臺灣））.

## 外部連結
- （繁體中文）中華民國海軍>>軍艦艦史>>現役軍艦>>濟陽級飛彈巡防艦[]